# 동광고등학교
동광고등학교(東廣高等學校)는 대한민국 경기도 성남시 중원구 성남동에 있는 사립 고등학교이다.

## 학교 연혁
- 1973년 6월 20일 : 학교법인 성일학원 설립인가
- 1973년 7월 29일 : 설립자 김동석 박사 이사장 취임
- 1975년 5월 30일 : 성일여자상업고등학교 6학급 인가
- 1976년 3월 6일 : 성일여자상업고등학교 제1회 입학식
- 1976년 4월 1일 : 김정열 교장 취임
- 1979년 2월 25일 : 성일여자상업고등학교 제1회 졸업식
- 1987년 10월 1일 : 학칙변경 성일여자고등학교 12학급 인가
- 2007년 12월 12일 : 학교법인 동광학원으로 법인명 변경
- 2011년 2월 10일 : 성일여자고등학교 제33회 졸업식
- 2011년 3월 1일 : 동광고등학교로 교명 변경
- 2015년 12월 6일 : 이성헌 이사장 취임
- 2024년 2월 7일 : 동광고등학교 제46회 졸업식
- 2024년 3월 1일 : 하향숙 교장 취임
- 2024년 3월 4일 : 동광고등학교 제49회 입학식

## 참고 자료
- 동광고등학교 - 한국교육학술정보원 학교알리미